# Tovačov
Tovačov (en allemand : Tobitschau) est une ville du district de Přerov, dans la région d'Olomouc, en Tchéquie. Sa population s'élevait à 2 467 habitants en 2025.

## Géographie
Tovačov est arrosée par la Morava et se trouve à 13 km à l'ouest-sud-ouest de Přerov, à 19 km au sud d'Olomouc et à 218 km à l'est-sud-est de Prague.
La commune est limitée par Klopotovice et Věrovany au nord, par Troubky à l'est, par Lobodice au sud, et par Oplocany et Ivaň à l'ouest.

## Histoire
La première mention écrite de la localité date de 1203. La place centrale a été créée en 1475 dans le style Renaissance. L'hôtel de ville avec un portail Renaissance est un monument historique avec une fontaine de 1694 et une statue de saint Venceslas de 1872.
Lors de la guerre austro-prussienne, une bataille s'y déroula le 16 juillet 1866. Les Prussiens y battirent les Autrichiens, qui s'étaient repliés vers le sud après leur défaite de Sadowa le 3 juillet.

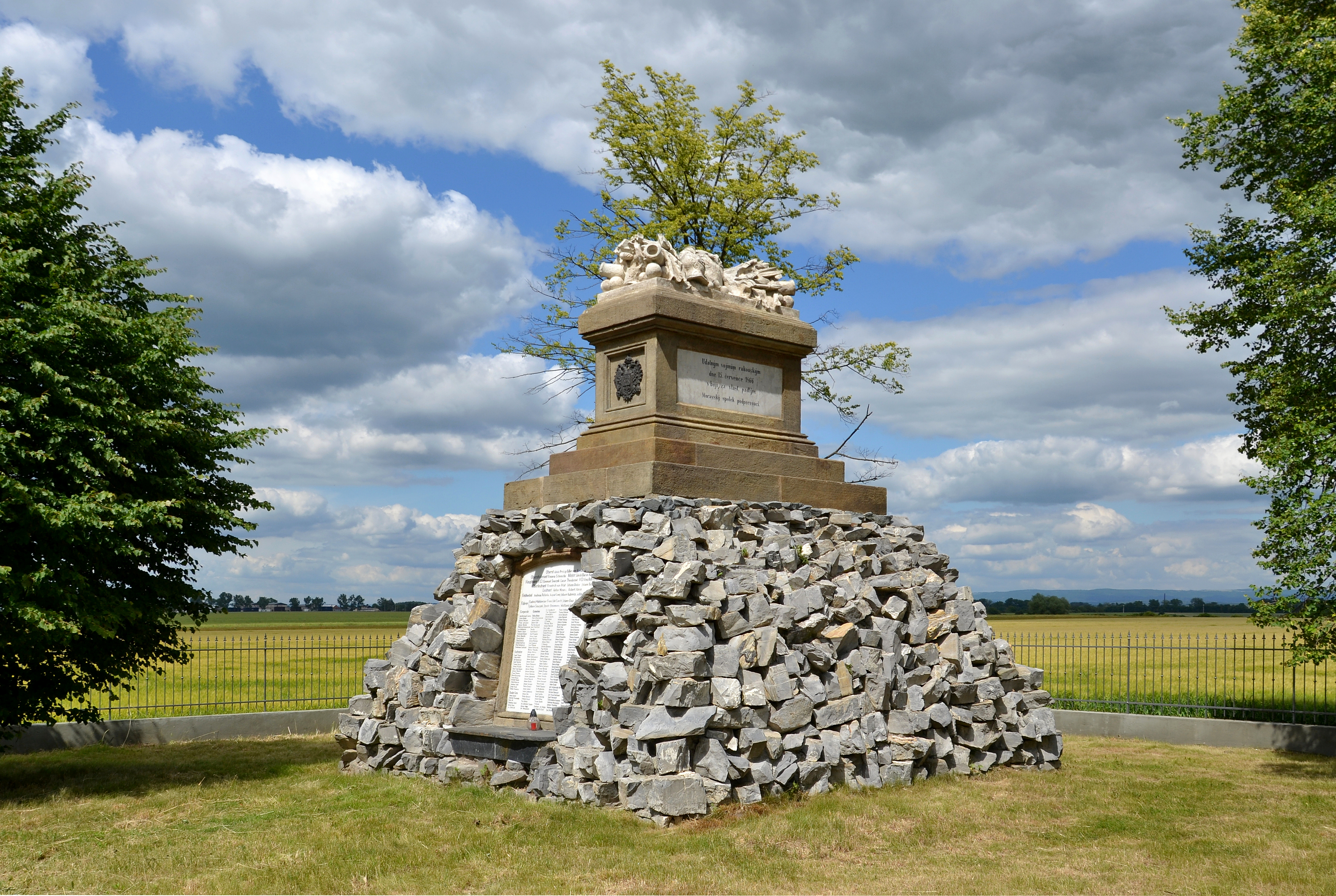
Monument commémoratif de la bataille de Tovačov.
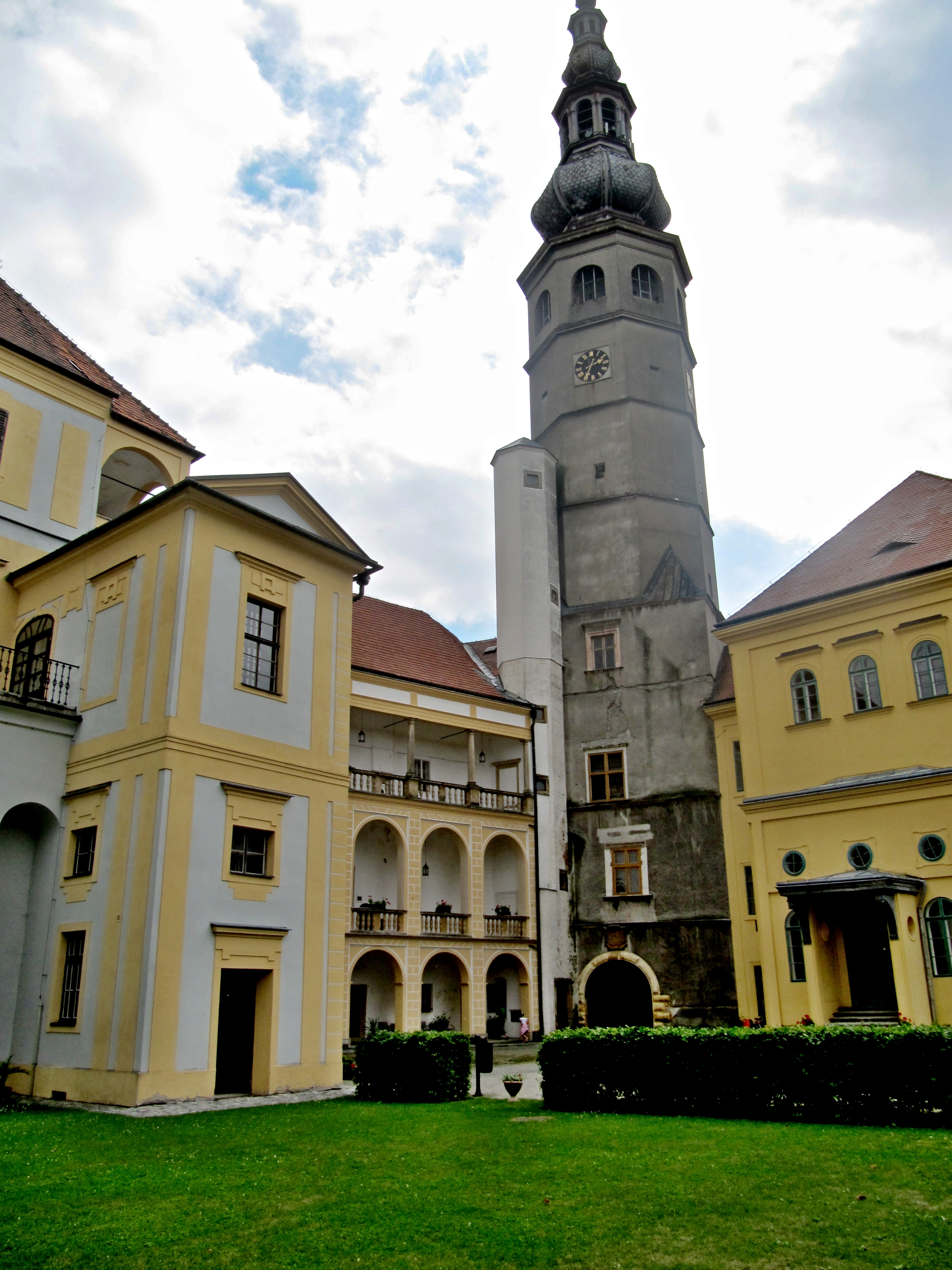
Château de Tovačov.

## Transports
Par la route, Tovačov se trouve à 13,7 km du centre de Přerov, à 20,5 km d'Olomouc et à 278 km de Prague.

## Administration
La commune se compose de deux sections :
- Tovačov I-Město
- Tovačov II-Annín